# Radebeul Ost
Radebeul Ost (niem: Bahnhof Radebeul Ost) – stacja kolejowa w Radebeul, w kraju związkowym Saksonia, w Niemczech. Budynki pochodzące z gminy Alt-Radebeul znajdują się w dzisiejszym mieście Radebeul, na Sidonienstraße 1a-c. Stacja jest zintegrowana z siecią tras S-Bahn w Dreźnie.
Stacja podzielona jest na przystanek dla pociągów S-Bahn oraz na część muzealną kolei wąskotorowej Radebeul Ost – Radeburg.
Według klasyfikacji Deutsche Bahn posiada kategorię 6.

## Połączenia
| Linia   | Trasa | Takt (min)          |
| ------- | --- | ------------------- |
| S1      | Meißen-Triebischtal – Meißen – Radebeul-Kötzschenbroda – Radebeul-Weintraube – Radebeul Ost – Dresden-Neustadt – Dresden Hbf – Heidenau – Pirna – Bad Schandau – Schöna | 30                  |
| RE50    | Dresden Hbf – Dresden-Neustadt – Radebeul Ost – Riesa – Oschatz – Wurzen – Leipzig                                                                                      | 60                  |
| SDG     | Radebeul Ost – Friedewald Bad – Moritzburg – Bärnsdorf – Berbisdorf – Radeburg                                                                                          | 5-7 kursów dziennie |
| Bus 475 | Dippelsdorf – Radebeul Ost – Radebeul-Kötzschenbroda | 60                  |
| Bus 476 | Dresden-Trachau – Radebeul Ost – Radebeul-Kötzschenbroda | 60                  |

## Linie kolejowe
- Lipsk – Drezno
- Pirna – Coswig
- Radebeul Ost – Radeburg